# 系統標準名
系統標準名（英語：Systematic name），简称系統名、分類名，是指以系统的方式赋予特定群体或集合中的一个独特群体、生物体、物体或化学物质的名称。系统名称通常是命名法的一部分。
半系统名称（semisystematic name）或半俗名称（semitrivial name）是具有至少一个系统部分和至少一个俗名部分的名称， 例如化学白话名称（即化学俗名）。
创建系统名称可以简单到为每个对象分配一个前缀或一个数字（在这种情况下，它们是一种编号方案），也可以复杂到将对象的完整结构编码到名称中。许多系统将命名对象的一些信息与一个额外的序列号相结合，使其成为一个唯一标识符。
系统名称通常与任何系统命名体系建立之前指定的早期通用名称共存。例如，许多常见的化学品，甚至化学家们，仍然使用其常用名或俗名来指代。

## 化学
在化学中，系统名称描述了化学物质的化学结构，从而提供了有关其化学性质的一些信息。
国际纯粹与应用化学联合会（IUPAC）出版的《化学术语汇编》将系统名称定义为“完全由专门创造或选择的音节组成的名称，可以带有或不带有数字前缀；例如戊烷（pentane）、𫫇唑（oxazole）”。 然而，当俗名成为化学命名法的一部分时，它们可以成为某种物质或其一部分的系统名称。一些具有俗名的系统名称的例子有苯（环己三烯，cyclohexatriene）或甘油（三羟基丙烷，trihydroxypropane）。

## 例子
有以下标准化的系统名称或半系统名称：
- 化学元素（遵循国际纯粹与应用化学联合会（IUPAC）指南）
- 化学命名法（遵循国际纯粹与应用化学联合会指南）
- 二名法，由卡尔·林奈发起
- 天文物体和实体（由国际天文学联合会管理）
- 基因命名法（英语：Gene nomenclature）（遵循HUGO基因命名委员会（英语：HUGO Gene Nomenclature Committee）程序)
- 蛋白质
- 矿物质（英语：List of minerals recognized by the International Mineralogical Association）（由国际矿物学协会管理）
- 单克隆抗体

## 参阅
- 生物分类
- 化学元素
- 化合物
- 国际科学词汇
- 系统名称中常用的拉丁语和希腊语词汇列表（英语：List of Latin and Greek words commonly used in systematic names）
- 名称
- 命名空间
- 命名惯例
- 编号方案
- 保留名称 (生物学)
- 保留名称 (化学)